# Tenora

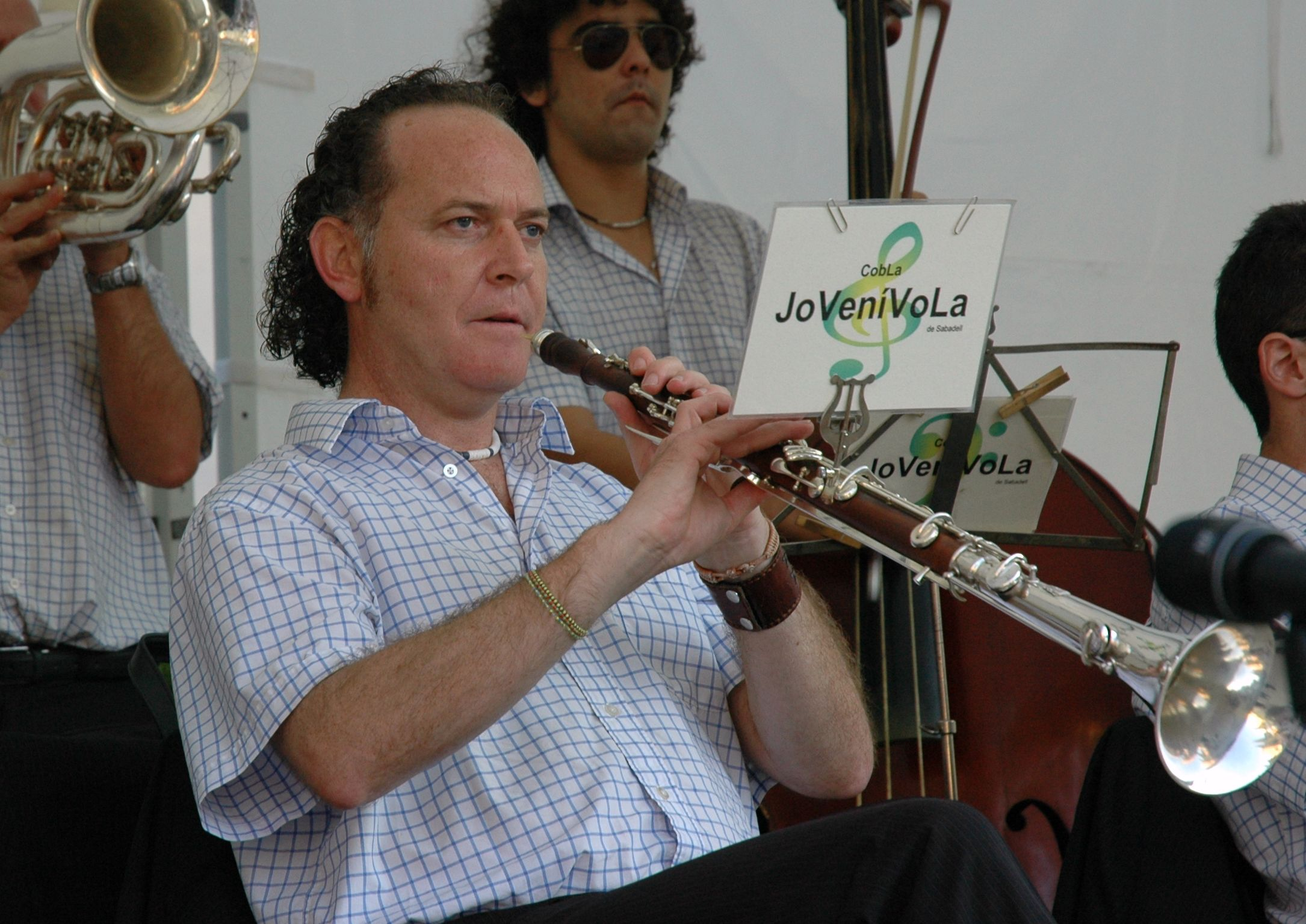
Der katalanische Musiker und Komponist Enric Ortí i Martín spielt die Tenora

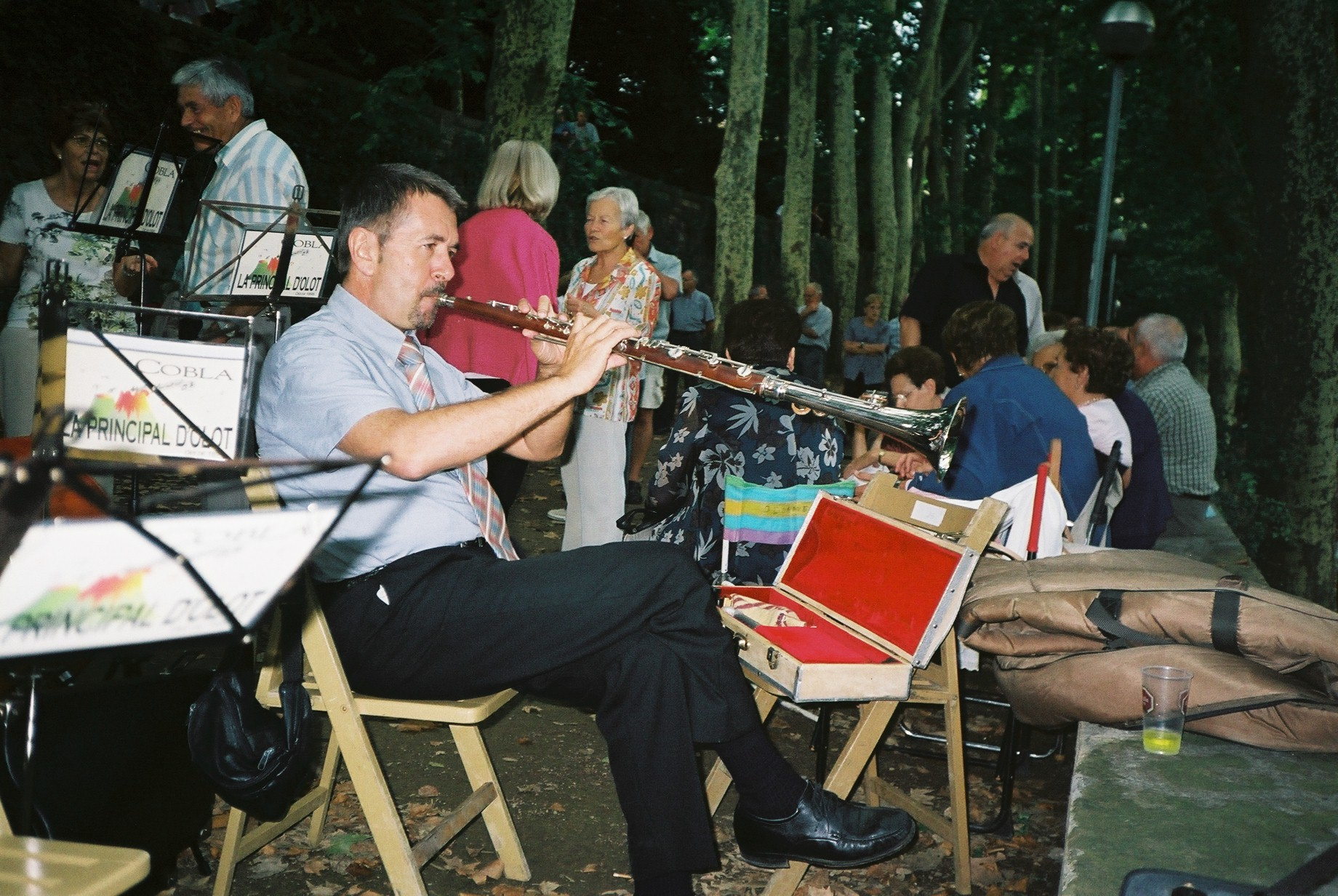
Die Tenora der Cobla „La Principal d’Olot“ am 11. September 2005 in Olot bei den „Fonts de San Roc“ (Stadtfest und katalanischer Nationalfeiertag)

Die Tenora (katalanisch la tenora, „die Tenorschalmei“) ist ein katalanisches Holzblasinstrument mit einem Doppelrohrblatt. Sie wurde isoliert in Katalonien aus der im Mittelalter in weiten Teilen Europas verbreiteten Schalmei, speziell aus der xeremia tenora, entwickelt. Hierher leitet sich durch Kürzung ihr heutiger Name her. Dieses Instrument kommt heute in dieser Form nur in Katalonien vor und ist das führende Soloinstrument bei der Aufführung der Sardanas.

## Bauform
Die Spielröhre der Tenora besteht aus drei Teilen: Der obere und der mittlere Teil werden aus dem Judendorn (Holz des Strauches Ziziphus jujuba oder Jujube) gefertigt; das Schallstück besteht aus Metall. Sie ist heute 85 cm lang. Vorläufer der Tenora war die bis ins 19. Jahrhundert gebrauchte Tarota, die in der Diskantlage etwa 60 cm, in der Altlage etwa 70 cm lang war und aus Buchs oder Obsthölzern gefertigt wurde. Ab 1849 erhielt sie durch Andreu Toron in Perpignan nach Angaben von Pep Ventura, dem ersten großen Solisten dieses Instruments, die oben beschriebene dreiteilige Bauweise mit 13 Klappen. Von der Tenora wurde das Tible als deutlich kleinere Ausführung dieses Instrumententyps abgeleitet.

## Stimmung und Spielweise
Die Tenora ist in B gestimmt. Sie hat einen Tonumfang von annähernd drei Oktaven vom fis0 bis zum d3 (Klang eine große Sekunde tiefer). Sie zeichnet sich durch eine reiche Sonorität und Intensität aus und wirkt sehr harmonisch und expressiv. Deswegen ist sie besonders geeignet für Freiluftkonzerte und wird in der Sardana-Kapelle (auch Cobla) als das führende Soloinstrument eingesetzt. Oft führt die Tenora in der Sardana auch musikalische Dialoge mit ihrem kleineren Bruder, dem Tible. Der Sardana-Komponist Juli Garreta charakterisiert die Tenora folgendermaßen: „Es gibt nur ein einziges Instrument, das einen Schrei des Glücks oder einen solchen der Schmerzen mit menschlicher Stimme wiedergeben kann und das ist die Tenora.“ (Katalanisch: „Només hi ha un instrument al món que pugui donar un crit de joia, o de dolor, amb veu humana, i aquest és la tenora.“)